# Curt Rothenberger

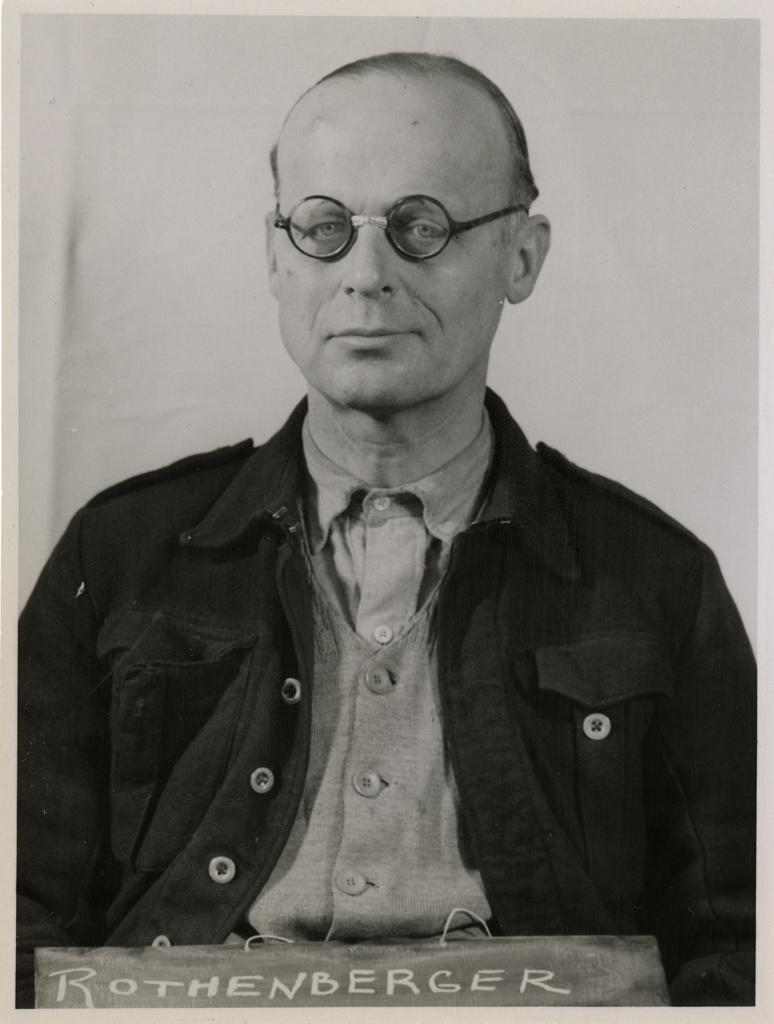
Curt Rothenberger während der Nürnberger Prozesse

Curt Ferdinand Rothenberger (* 30. Juni 1896 in Cuxhaven; † 1. September 1959 in Hamburg) war ein deutscher Jurist und nationalsozialistischer Politiker. Er war nacheinander Hamburger Senator für Justiz, Präsident des Hanseatischen Oberlandesgericht in Hamburg sowie Staatssekretär im Reichsministerium der Justiz. Nach dem Zweiten Weltkrieg wurde er im Nürnberger Juristenprozess angeklagt und verurteilt.

## Leben bis 1933
Rothenberger wuchs die ersten Jahre seines Lebens in Cuxhaven auf, wo sein Vater hamburgischer Zollbeamter war. 1901 zog die Familie nach Hamburg. Ab 1905 besuchte Rothenberger dort das Wilhelm-Gymnasium, das er im August 1914 mit dem Abitur abschloss. Da er zunächst nicht als Kriegsfreiwilliger am Ersten Weltkrieg teilnehmen durfte, begann Rothenberger in Berlin das Studium der Rechtswissenschaften. Im Sommer 1915 erhielt Rothenberger, der im April 1915 nach Kiel gewechselt hatte, seinen Einberufungsbefehl. Er war bis 1918 als Feldartillerist an der Westfront eingesetzt und wurde zur Entlassung zum Leutnant der Reserve befördert.
Nach dem Krieg kehrte Rothenberger nach Hamburg zurück, um sich an der neu errichteten Universität Hamburg in einem eigens für Kriegsteilnehmer eingerichteten Kurs einzuschreiben. 1919 meldete er sich als Zeitfreiwilliger zum Freikorps Bahrenfeld. Nach nur fünf Semestern bestand Rothenberger im März 1920 das 1. Staatsexamen, da für Kriegsteilnehmer Vergünstigungen galten. Nach einem verkürzten Referendariat, einer Doktorarbeit und einem sehr gut bestandenen 2. Staatsexamen wurde Rothenberger im Juni 1922 Hilfsrichter beim Amtsgericht. Nebenberuflich arbeitete er als Repetitor.
Im Januar 1925 wurde Rothenberger Hamburger Beamter mit einer Richterstelle am Landgericht, 1927 wurde er Untersuchungsrichter und 1928 wurde er zum Regierungsrat in der Landesjustizverwaltung befördert. In dieser Position kam es zu schweren Streitigkeiten mit dem damaligen Leiter der Gefängnisverwaltung, Christian Koch, so dass Rothenberger Mitte 1929 in die Gesundheitsverwaltung befördert wurde und dort als Oberregierungsrat wirkte. Im Januar 1931 kehrte Rothenberger wieder in die Justizverwaltung zurück.
Ende 1931 kam es zu einem Skandal. Rothenberger wurde Hamburger Kandidat für eine Stelle als Hilfsrichter beim Reichsgericht in Leipzig, da sich kein anderer Hamburger Richter bereit erklärt hatte, die Stelle zu übernehmen. Er wurde, da seine Berufung als sicher galt, zum Landgerichtsdirektor befördert. Rothenberger wurde jedoch wegen seines vergleichbar jungen Alters – zu diesem Zeitpunkt war er knapp 35 Jahre alt – nicht berufen. In Hamburg genoss er unter Kollegen wegen seiner steilen und nicht nachvollziehbaren Karriere kein großes Ansehen. Rothenberger wechselte 1932 zum Strafsenat.
Vor allem nach diesem Vorfall wandte sich Rothenberger endgültig von der Weimarer Republik ab und nahm Kontakt zu Wilhelm von Allwörden von der NSDAP auf. Wann er sich mit Gauleiter Karl Kaufmann traf, ist nicht bekannt. Aus taktischen Gründen wurde Rothenberger aber ein Parteieintritt noch nicht erlaubt; er arbeitete von nun an verdeckt für die Nationalsozialisten. Seine Informationen halfen den Nationalsozialisten sehr, so dass Rothenberger kurz vor dem Machtwechsel von Kaufmann angeboten wurde, Hamburgs Erster Bürgermeister zu werden. Rothenberger lehnte ab.

## Zeit des Nationalsozialismus

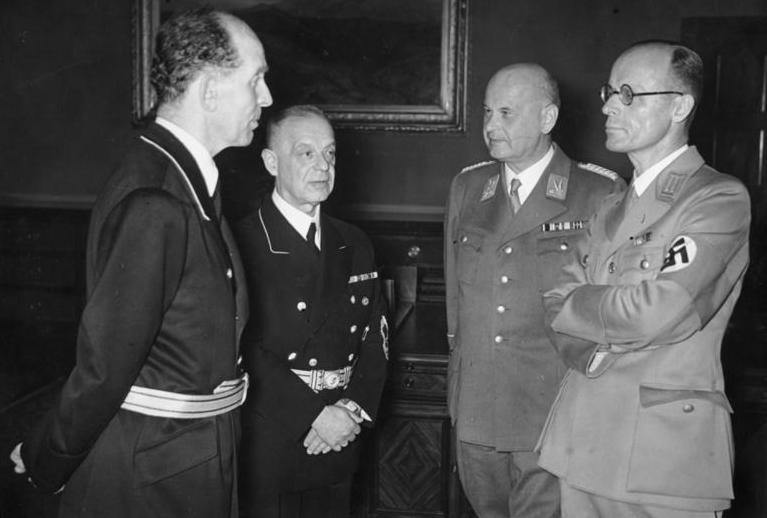
26. August 1942: von links nach rechts: der Präsident des Volksgerichtshofes Roland Freisler, Staatssekretär Franz Schlegelberger, der bisher die Geschäfte des Reichsjustizministers führte, Reichsjustizminister Otto Georg Thierack und der Staatssekretär im Reichsjustizministerium Curt Rothenberger.

Am 8. März 1933 wurde Rothenberger von der Hamburger Bürgerschaft als Justizsenator gewählt und gehörte dem Senat unter dem Ersten Bürgermeister Carl Vincent Krogmann an. Da die Zusammenarbeit Rothenbergers mit der NSDAP in der Öffentlichkeit noch unbekannt war und Rothenberger als unpolitisch galt, wurde der tatsächliche politische Umschwung im Justizwesen zuerst nicht deutlich. Es gab keine Proteste. Anders als in anderen Teilen des Reiches agierte Rothenberger bei seinen „Säuberungen“ verdeckt. Er entließ die insgesamt 31 als jüdisch angesehenen Richter und Staatsanwälte unauffällig und mit zeitlichem Abstand. Durch so genannte Verjüngungskuren entließ er vor allem altgediente liberale Richter und ersetzte diese durch nationalsozialistisch eingestellte Juristen. Rothenberger gelang eine schnelle und reibungslose „Säuberung“ der Hamburger Justiz, bei der auch Christian Koch sein Amt räumen musste. Insgesamt verloren etwa 30 Prozent der Hamburger Justizjuristen ihre Ämter.
Rothenberger trat nun zum 1. Mai 1933 der NSDAP bei, beantragte aber eine Zurückdatierung seiner Aufnahme, weil ihr der frühere beitritt verweigert worden war. Das wurde genehmigt und Rothenberger wurde rückwirkend zum 1. Dezember 1931 aufgenommen (Mitgliedsnummer 830.471).
Nach anfänglichen Reibereien und Kompetenzstreitigkeiten zwischen Rothenberger und Kaufmann besserte sich ihr Verhältnis mit der Zeit. Ab 1935 arbeiteten Rothenberger und Kaufmann für den Rest der NS-Zeit eng zusammen. Rothenberger, der seit 1934 Gauführer im Bund Nationalsozialistischer Deutscher Juristen war, wechselte am 1. April 1935 als Präsident zum Hanseatischen Oberlandesgericht; ab dem 16. Mai 1935 wurde er zusätzlich Präsident des hamburgischen Oberverwaltungsgerichts. Daneben besetzte er einige weitere Ämter.
Rothenberger führte in allen Hamburger Gerichten ein eigenes Überwachungssystem ein. Es wurden ab Mai 1942 wöchentliche Vorbesprechungen abgehalten, in denen einzelne Richter ihre wichtigsten Fälle der nächsten Woche vorstellten. Rothenberger ließ deutlich werden, wie die Verfahren entschieden werden sollten. Auch wurden in Nachbesprechungen nicht genehme Urteile der letzten Woche kritisiert. Da dieses System mit der Zeit immer mehr ausgeweitet wurde, entschied Rothenberger später über fast jeden Fall persönlich. Dazu ließ er noch Stimmungsberichte anfertigen; in einzelnen Fällen griff Rothenberger „unmittelbar lenkend ein“. Anklagen gegen Männer der SA oder SS wurden von ihm immer verhindert.
Seit 1938 war er zusätzlich Honorarprofessor.
Nach dem Beginn des Zweiten Weltkriegs wurde das Arbeitsfeld der Justiz immer mehr beschnitten. Da Reichsjustizminister Franz Gürtner im Januar 1941 verstorben war und das Ministerium nur kommissarisch durch Franz Schlegelberger verwaltet wurde, sah Rothenberger die Möglichkeit einer Karriere in Berlin. Am 23. und 24. April 1941 nahm er an der Tagung der höchsten Juristen des NS-Staates in Berlin teil, wo über die Euthanasie-Morde der Aktion T4 berichtet wurde und eine Scheinlegalisierung der Krankenmorde angestrebt wurde. Im selben Jahr inspizierte er das KZ Neuengamme und im Jahr darauf das KZ Mauthausen.
Im April 1942 sandte Rothenberger eine Denkschrift an Adolf Hitler zu einer Justizreform. Hitler ernannte ihn am 20. August 1942 zum Staatssekretär im Reichsjustizministerium. Sein Vorgesetzter war der am selben Tag berufene Minister Otto Georg Thierack. Rothenberger, der im November 1942 zum Vizepräsidenten der Akademie für Deutsches Recht ernannt worden war, konnte seine Ideen jedoch nur begrenzt umsetzen. Er zeichnete zusammen mit Thierack für die sogenannte „Asozialen-Aktion“ verantwortlich, in der über 20.000 Justizgefangene an die SS zur „Vernichtung durch Arbeit“ ausgeliefert wurden. Nachdem die Guillotine der Berliner Haftanstalt  Plötzensee vermutlich in der Nacht auf den 4. September 1943 bei einem alliierten Bombenangriff beschädigt worden war und vier zum Tode verurteilte Häftlinge hatten fliehen können, ordnete Rothenberger die sofortige Vollstreckung aller Todesurteile an, um „Platz zu schaffen“. In den Nächten vom 7. bis zum 12. September 1943 wurden in den sogenannten  Plötzenseer Blutnächten über 250 Häftlinge aus verschiedenen Ländern gehängt. Unter den Opfern war auch der Pianist Karlrobert Kreiten.
Spätestens ab Dezember 1942 hatte Thierack versucht, den ihm missliebigen Staatssekretär loszuwerden. Er fand jedoch erst zum 21. Dezember 1943 einen Plagiatsvorwurf als Anlass, um Rothenberger seines Amtes entheben zu können. Thierack warf Rothenberger vor, sein Buch Der deutsche Richter sei in Teilen vom Rechtshistoriker Hans Fehr abgeschrieben. Rothenberger kehrte enttäuscht nach Hamburg zurück, Herbert Klemm wurde am 1. Januar 1944 sein Nachfolger im RJM. In Hamburg wurde Rothenberger im August 1944 durch Gauleiter Karl Kaufmann zum „Beauftragten für den totalen Kriegseinsatz in Hamburg“ ernannt. Nebenberuflich begann Rothenberger im September 1944, sich als Notar zu betätigen.

## Nach dem Krieg
Im Mai 1945 wurde Rothenberger verhaftet und in Neumünster interniert. Am 4. Januar 1947 begann der Nürnberger Juristenprozess, bei dem Rothenberger am 4. Dezember desselben Jahres zu sieben Jahren Zuchthaus verurteilt wurde.
In der Urteilsbegründung hieß es:
„Der Angeklagte Rothenberger hat dem Programm rassischer Verfolgung Hilfe und Vorschub geleistet, und trotz seiner vielen gegenteiligen Beteuerungen hat er wesentlich zur Entwürdigung des Justizministeriums und der Gerichte und zu ihrer Unterwerfung unter die Willkür Hitlers, der Parteichargen und der Polizei beigetragen. Er nahm an der Korruption und Beugung des Rechtssystems teil.“
Im August 1950 wurde Rothenberger vorzeitig aus der Haft im Kriegsverbrechergefängnis Landsberg entlassen. Er ließ sich in Schleswig-Holstein nieder und bezog eine Pension als Oberlandesgerichtspräsident a. D. 1954 kehrte Rothenberger nach Hamburg zurück. Er begann dort wieder erfolgreich als Repetitor zu arbeiten. Das Ersuchen, seine Versorgungsbezüge denen eines Staatssekretärs anzugleichen, wurde von der Stadt Hamburg abgelehnt. 1959 wurde ein Bericht über Rothenbergers Tätigkeit während der Zeit des Nationalsozialismus veröffentlicht. Dies wurde zum Skandal. Rothenberger beging kurz darauf Suizid.